# Wereldkampioenschappen kunstschaatsen 2016

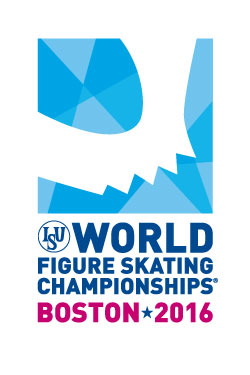
Logo van de WK kunstrijden 2016

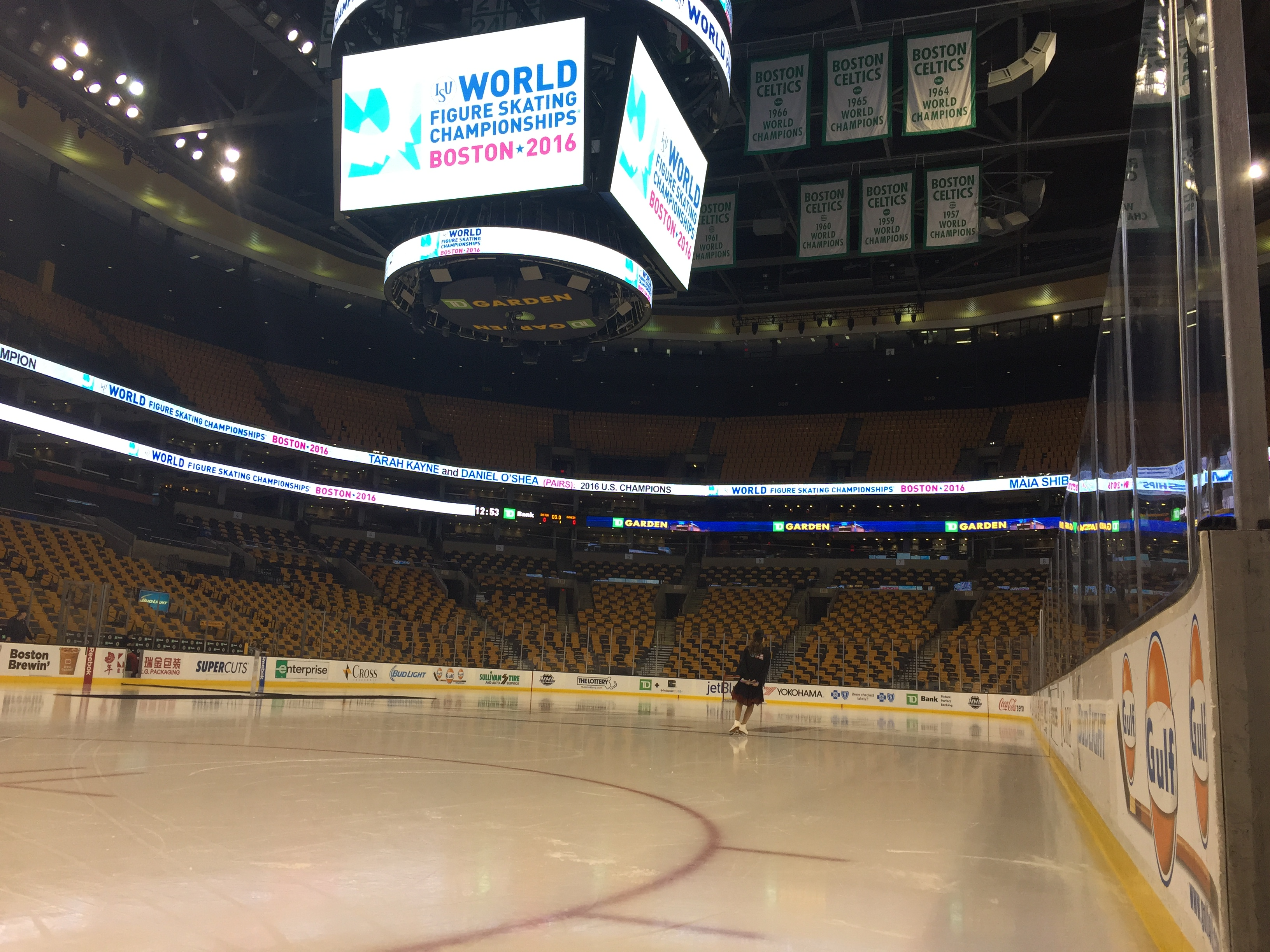
De ijsbaan in Boston in de maanden voorafgaand aan de WK kunstrijden

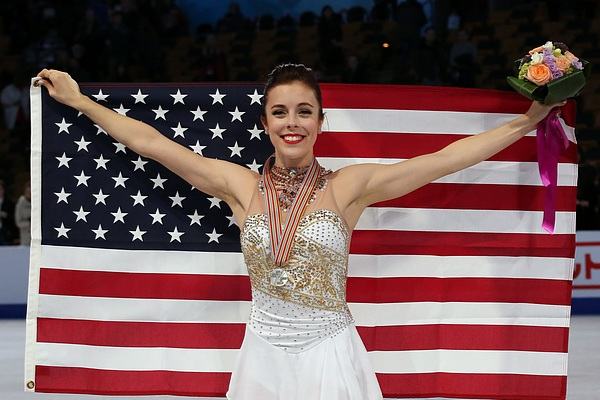
Ashley Wagner won zilver en veroverde daarmee voor het eerst een WK-medaille

De Wereldkampioenschappen kunstschaatsen 2016 werden gevormd door vier toernooien die door de Internationale Schaatsunie (ISU) werden georganiseerd.
Voor de mannen was het de 106e editie, voor de vrouwen de 96e, voor de paren de 94e en voor de ijsdansers de 64e editie. De kampioenschappen vonden plaats van 28 maart tot en met 3 april in de TD Garden te Boston, Verenigde Staten. Het was de eerste keer dat de wereldkampioenschappen kunstschaatsen in Boston plaatsvonden en de dertiende keer in de Verenigde Staten. Boston was de negende Amerikaanse gaststad, na New York (1930), Colorado Springs (1957, 1959, 1965, 1969 en 1975), Hartford (1981), Cincinnati (1987), Oakland (1992), Minneapolis (1998), Washington D.C. (2003) en Los Angeles (2009), waar het WK kunstschaatsen plaatsvond.
| Programma | Programma        | Programma        | Programma         | Programma          | Programma       | Programma        | Programma      |
| --------- | ---------------- | ---------------- | ----------------- | ------------------ | --------------- | ---------------- | -------------- |
|           | maandag 28 maart | dinsdag 29 maart | woensdag 30 maart | donderdag 31 maart | vrijdag 1 april | zaterdag 2 april | zondag 3 april |
| IJsdansen | Trainingen       | Trainingen       | korte kür         | vrije kür          |                 |                  | Gala           |
| Paren     | Trainingen       | Trainingen       |                   |                    | korte kür       | vrije kür        | Gala           |
| Mannen    | Trainingen       | Trainingen       | korte kür         |                    | vrije kür       |                  | Gala           |
| Vrouwen   | Trainingen       | Trainingen       |                   | korte kür          |                 | vrije kür        | Gala           |

## Deelname
Elk bij de ISU aangesloten land kon één schaatser/één paar aanmelden per kampioenschap. Extra startplaatsen (met een maximum van drie per kampioenschap) zijn verdiend op basis van de eindklasseringen op het WK van 2015.
Voor België nam Jorik Hendrickx voor de vierde keer deel bij de mannen. Voor Nederland nam Niki Wories voor de tweede keer deel bij het vrouwentoernooi.
Deelnemende landen
Er namen deelnemers uit 38 landen deel aan de kampioenschappen. Er werden 120 startplaatsen ingevuld.
(Tussen haakjes het totaal aantal startplaatsen in de vier toernooien.)
| Verenigde Staten (11) Canada (10) Rusland (10) China (8) Japan (7) Frankrijk (6) Italië (6) Duitsland (4) Spanje (4) Zuid-Korea (4) | Armenië (3) Israël (3) Kazachstan (3) Letland (3) Oekraïne (3) Oostenrijk (3) Tsjechië (3) Verenigd Koninkrijk (3) Australië (2) Finland (2) | Litouwen (2) Slowakije (2) Wit-Rusland (2) Zwitserland (2) Argentinië (1) België (1) Chinees Taipei (1) Denemarken (1) Filipijnen (1) Hongarije (1) | Maleisië (1) Nederland (1) Noorwegen (1) Oezbekistan (1) Polen (1) Slovenië (1) Turkije (1) Zweden (1) |

(Spanje, Kazachstan, Oezbekistan en Frankrijk vulden de extra startplaats bij de mannen niet in. Frankrijk deed dat evenmin bij het ijsdansen.)

## Medailleverdeling
Het podium bij de mannen was dit jaar nagenoeg hetzelfde als in 2015, met uitzondering van het brons. De Spanjaard Javier Fernández veroverde zijn tweede wereldtitel en het zilver was weer voor Yuzuru Hanyu uit Japan. Hanyu ontving in 2012 brons en werd in 2014 wereldkampioen. De debuterende Chinees Jin Boyang eindigde nu op de derde plek.
Bij de vrouwen ging het goud naar de zestienjarige Russische debutante Jevgenia Medvedeva. De zilveren en bronzen medailles gingen naar Ashley Wagner (Verenigde Staten) en Anna Pogorilaja (Rusland), die hiermee eveneens hun eerste WK-medaille wonnen.
Ook bij de paren was het podium nu nagenoeg identiek aan 2015. Het Canadese paar Meagan Duhamel / Eric Radford stond weer op de bovenste plek, gevolgd door het Chinese duo Sui Wenjing / Han Cong dat wederom tweede werd. De bronzen medaille was voor het nieuwe paar Aliona Savchenko / Bruno Massot.
En ook bij het ijsdansen was de gouden medaille weer voor de wereldkampioenen van 2015: het Franse paar Gabriella Papadakis / Guillaume Cizeron. Het zilver en brons ging naar de Amerikaanse paren Maia Shibutani / Alex Shibutani en Madison Chock / Evan Bates. Chock en Bates wonnen in 2015 nog zilver op het WK.
| Discipline | Goud                                    | Zilver                          | Brons                           |
| ---------- | --------------------------------------- | ------------------------------- | ------------------------------- |
| Mannen     | Javier Fernández                        | Yuzuru Hanyu                    | Jin Boyang                      |
| Vrouwen    | Jevgenia Medvedeva                      | Ashley Wagner                   | Anna Pogorilaja                 |
| Paren      | Meagan Duhamel / Eric Radford           | Sui Wenjing / Han Cong          | Aliona Savchenko / Bruno Massot |
| IJsdansen  | Gabriella Papadakis / Guillaume Cizeron | Maia Shibutani / Alex Shibutani | Madison Chock / Evan Bates      |

## Uitslagen
| #                   | naam (deelname)                | land                         | punten | korte kür   | vrije kür   |
| ------------------- | ------------------------------ | ---------------------------- | ------ | ----------- | ----------- |
| Goud                | Javier Fernández (10)          | Vlag van Spanje              | 314.93 | 098.52 (2)  | 216.41 (1)  |
| Zilver              | Yuzuru Hanyu (5)               | Vlag van Japan               | 295.17 | 110.56 (1)  | 184.61 (2)  |
| Brons               | Jin Boyang                     | Vlag van China               | 270.99 | 089.86 (5)  | 181.13 (3)  |
| 4                   | Michail Koljada                | Vlag van Rusland             | 267.97 | 089.66 (6)  | 178.31 (5)  |
| 5                   | Patrick Chan (7)               | Vlag van Canada              | 266.75 | 094.84 (3)  | 171.91 (8)  |
| 6                   | Adam Rippon (4)                | Vlag van Verenigde Staten    | 264.44 | 085.72 (7)  | 178.72 (4)  |
| 7                   | Shoma Uno                      | Vlag van Japan               | 264.25 | 090.74 (4)  | 173.51 (6)  |
| 8                   | Max Aaron (3)                  | Vlag van Verenigde Staten    | 254.14 | 081.28 (8)  | 172.86 (7)  |
| 9                   | Michal Březina (7)             | Vlag van Tsjechië            | 237.99 | 079.29 (11) | 158.70 (10) |
| 10                  | Grant Hochstein                | Vlag van Verenigde Staten    | 237.29 | 074.81 (16) | 162.44 (9)  |
| 11                  | Denis Ten (7)                  | Vlag van Kazachstan          | 230.13 | 078.55 (12) | 151.58 (12) |
| 12                  | Ivan Righini (3)               | Vlag van Italië              | 228.52 | 081.17 (9)  | 147.35 (13) |
| 13                  | Oleksij Bytsjenko (5)          | Vlag van Israël              | 226.07 | 069.86 (19) | 156.21 (11) |
| 14                  | Deniss Vasiļjevs               | Vlag van Letland             | 224.54 | 081.07 (10) | 143.47 (16) |
| 15                  | Misha Ge (6)                   | Vlag van Oezbekistan         | 223.53 | 077.43 (15) | 146.10 (14) |
| 16                  | Jorik Hendrickx (4)            | Vlag van België              | 221.43 | 077.72 (14) | 143.71 (15) |
| 17                  | Brendan Kerry (3)              | Vlag van Australië           | 210.56 | 071.04 (17) | 139.52 (17) |
| 18                  | Maksim Kovtoen (4)             | Vlag van Rusland             | 210.14 | 078.46 (13) | 131.68 (21) |
| 19                  | Michael Christian Martinez (2) | Vlag van Filipijnen          | 204.10 | 066.98 (23) | 137.12 (18) |
| 20                  | Chafik Besseghier (3)          | Vlag van Frankrijk           | 203.20 | 069.23 (20) | 133.97 (20) |
| 21                  | Julian Zhi Jie Yee             | Vlag van Maleisië            | 202.94 | 067.60 (22) | 135.34 (19) |
| 22                  | Phillip Harris                 | Vlag van Verenigd Koninkrijk | 190.42 | 068.53 (21) | 121.89 (22) |
| 23                  | Ivan Pavlov                    | Vlag van Oekraïne            | 178.89 | 065.20 (24) | 113.69 (23) |
| 24                  | Lee June-hyoung (2)            | Vlag van Zuid-Korea          | 174.88 | 070.05 (18) | 104.83 (24) |
| Finale niet bereikt |                                |                              |        |             |             |
| 25                  | Javier Raya (2)                | Vlag van Spanje              |        | 065.06 (25) |             |
| 26                  | Yan Han (3)                    | Vlag van China               |        | 062.56 (26) |             |
| 27                  | Nam Nguyen (3)                 | Vlag van Canada              |        | 061.61 (27) |             |
| 28                  | Franz Streubel                 | Vlag van Duitsland           |        | 057.19 (28) |             |
| 29                  | Denis Margalik                 | Vlag van Argentinië          |        | 052.31 (29) |             |
| 30                  | Slavik Hajrapetjan (2)         | Vlag van Armenië             |        | 049.36 (30) |             |

| #                   | naam (deelname)          | land                         | punten | korte kür  | vrije kür   |
| ------------------- | ------------------------ | ---------------------------- | ------ | ---------- | ----------- |
| Goud                | Jevgenia Medvedeva       | Vlag van Rusland             | 223.86 | 73.76 (3)  | 150.10 (1)  |
| Zilver              | Ashley Wagner (6)        | Vlag van Verenigde Staten    | 215.39 | 73.16 (4)  | 142.23 (2)  |
| Brons               | Anna Pogorilaja (3)      | Vlag van Rusland             | 213.69 | 73.98 (2)  | 139.71 (4)  |
| 4                   | Gracie Gold (4)          | Vlag van Verenigde Staten    | 211.29 | 76.43 (1)  | 134.86 (6)  |
| 5                   | Satoko Miyahara (2)      | Vlag van Japan               | 210.61 | 70.72 (6)  | 139.89 (3)  |
| 6                   | Jelena Radionova (2)     | Vlag van Rusland             | 209.81 | 71.70 (5)  | 138.11 (5)  |
| 7                   | Mao Asada (9)            | Vlag van Japan               | 200.30 | 65.87 (9)  | 134.43 (7)  |
| 8                   | Rika Hongo (2)           | Vlag van Japan               | 199.15 | 69.89 (7)  | 129.26 (8)  |
| 9                   | Gabrielle Daleman (3)    | Vlag van Canada              | 195.68 | 67.38 (8)  | 128.30 (9)  |
| 10                  | Mirai Nagasu (2)         | Vlag van Verenigde Staten    | 186.65 | 65.74 (10) | 120.91 (11) |
| 11                  | Li Zijun (4)             | Vlag van China               | 184.52 | 65.39 (11) | 119.13 (12) |
| 12                  | Jelizabet Toersynbajeva  | Vlag van Kazachstan          | 183.62 | 61.63 (12) | 121.99 (10) |
| 13                  | Nicole Rajičová (3)      | Vlag van Slowakije           | 173.05 | 56.56 (15) | 116.49 (13) |
| 14                  | Choi Da-bin              | Vlag van Zuid-Korea          | 159.92 | 56.02 (16) | 103.90 (15) |
| 15                  | Angelīna Kučvaļska (2)   | Vlag van Letland             | 158.99 | 54.78 (18) | 104.21 (14) |
| 16                  | Roberta Rodeghiero (3)   | Vlag van Italië              | 158.41 | 57.90 (13) | 100.51 (19) |
| 17                  | Alaine Chartrand (2)     | Vlag van Canada              | 157.82 | 55.67 (17) | 102.15 (17) |
| 18                  | Park So-youn (3)         | Vlag van Zuid-Korea          | 154.24 | 52.27 (22) | 101.97 (18) |
| 19                  | Anna Chnytsjenkova       | Vlag van Oekraïne            | 154.02 | 53.86 (19) | 100.16 (20) |
| 20                  | Viveca Lindfors          | Vlag van Finland             | 152.93 | 50.18 (23) | 102.75 (16) |
| 21                  | Amy Lin                  | Vlag van Chinees Taipei      | 146.55 | 57.50 (14) | 089.05 (22) |
| 22                  | Niki Wories (2)          | Vlag van Nederland           | 140.87 | 49.86 (24) | 091.01 (21) |
| 23                  | Zhao Ziquan              | Vlag van China               | 139.67 | 52.80 (21) | 086.87 (23) |
| 24                  | Anastasia Galustyan (2)  | Vlag van Armenië             | 136.07 | 53.24 (20) | 082.83 (24) |
| Finale niet bereikt |                          |                              |        |            |             |
| 25                  | Maé-Bérénice Méité (5)   | Vlag van Frankrijk           |        | 49.50 (25) |             |
| 26                  | Anne Line Gjersem (4)    | Vlag van Noorwegen           |        | 49.39 (26) |             |
| 27                  | Kailani Craine           | Vlag van Australië           |        | 48.86 (27) |             |
| 28                  | Ivett Tóth (2)           | Vlag van Hongarije           |        | 47.92 (28) |             |
| 29                  | Eliška Březinová (4)     | Vlag van Tsjechië            |        | 47.75 (29) |             |
| 30                  | Joshi Helgesson (4)      | Vlag van Zweden              |        | 47.67 (30) |             |
| 31                  | Laurine Lecavelier       | Vlag van Frankrijk           |        | 46.92 (31) |             |
| 32                  | Kerstin Frank (7)        | Vlag van Oostenrijk          |        | 46.77 (32) |             |
| 33                  | Aleksandra Golovkina (2) | Vlag van Litouwen            |        | 44.58 (33) |             |
| 34                  | Yasmine Kimiko Yamada    | Vlag van Zwitserland         |        | 43.65 (34) |             |
| 35                  | Nathalie Weinzierl (3)   | Vlag van Duitsland           |        | 43.25 (35) |             |
| 36                  | Kristen Spours           | Vlag van Verenigd Koninkrijk |        | 42.64 (36) |             |
| 37                  | Sonia Lafuente (8)       | Vlag van Spanje              |        | 39.99 (37) |             |
| 38                  | Daša Grm (4)             | Vlag van Slovenië            |        | 37.95 (38) |             |

| #                   | naam (deelname)                                  | land                      | punten | korte kür  | vrije kür   |
| ------------------- | ------------------------------------------------ | ------------------------- | ------ | ---------- | ----------- |
| Goud                | Meagan Duhamel (8) Eric Radford (6)              | Vlag van Canada           | 231.99 | 78.18 (2)  | 153.81 (1)  |
| Zilver              | Sui Wenjing (5) Han Cong (5)                     | Vlag van China            | 224.47 | 80.85 (1)  | 143.62 (2)  |
| Brons               | Aliona Savchenko (12) Bruno Massot (2)           | Vlag van Duitsland        | 216.17 | 72.00 (4)  | 141.95 (3)  |
| 4                   | Ksenia Stolbova (2) Fjodor Klimov (2)            | Vlag van Rusland          | 214.48 | 74.22 (5)  | 140.50 (4)  |
| 5                   | Jevgenia Tarasova (2) Vladimir Morozov (2)       | Vlag van Rusland          | 206.27 | 72.00 (6)  | 134.27 (5)  |
| 6                   | Tatjana Volosozjar (11) Maksim Trankov (9)       | Vlag van Rusland          | 205.81 | 77.13 (3)  | 128.68 (7)  |
| 7                   | Ljoebov Iljoesjetsjkina (2) Dylan Moscovitch (5) | Vlag van Canada           | 199.52 | 68.17 (8)  | 131.35 (6)  |
| 8                   | Kirsten Moore-Towers (4) Michael Marinaro        | Vlag van Canada           | 190.90 | 66.06 (10) | 124.84 (8)  |
| 9                   | Alexa Scimeca (3) Chris Knierim (3)              | Vlag van Verenigde Staten | 190.06 | 71.37 (7)  | 118.69 (12) |
| 10                  | Vanessa James (7) Morgan Ciprès (5)              | Vlag van Frankrijk        | 185.83 | 66.69 (9)  | 119.14 (10) |
| 11                  | Nicole Della Monica (6) Matteo Guarise (5)       | Vlag van Italië           | 183.81 | 64.82 (11) | 118.49 (13) |
| 12                  | Peng Cheng (4) Zhang Hao (13)                    | Vlag van China            | 182.46 | 60.01 (12) | 122.45 (9)  |
| 13                  | Tarah Kayne Daniel O'Shea                        | Vlag van Verenigde Staten | 178.23 | 59.27 (14) | 118.96 (11) |
| 14                  | Valentina Marchei (9) Ondřej Hotárek (9)         | Vlag van Italië           | 170.73 | 59.76 (13) | 110.97 (15) |
| 15                  | Wang Xuehan Wang Lei (3)                         | Vlag van China            | 168.64 | 57.32 (15) | 111.33 (14) |
| 16                  | Lola Esbrat Andrej Novoselov                     | Vlag van Frankrijk        | 137.24 | 52.78 (16) | 084.46 (18) |
| Finale niet bereikt |                                                  |                           |        |            |             |
| 17                  | Goda Butkutė Nikita Ermolajev                    | Vlag van Litouwen         |        | 51.65 (17) |             |
| 18                  | Ioulia Chtchetinina Noah Scherer                 | Vlag van Zwitserland      |        | 49.32 (18) |             |
| 19                  | Adel Tankova Evgeni Krasnopolski (4)             | Vlag van Israël           |        | 46.81 (19) |             |
| 20                  | Tatiana Danilova Mikalai Kamianchuk (4)          | Vlag van Wit-Rusland      |        | 45.56 (20) |             |
| 21                  | Miriam Ziegler (3) Severin Kiefer (5)            | Vlag van Oostenrijk       |        | 45.31 (21) |             |
| 22                  | Sumire Suto Francis Boudreau-Audet               | Vlag van Japan            |        | 38.50 (22) |             |

| #                   | naam (deelname)                                    | land                         | punten | korte kür  | vrije kür   |
| ------------------- | -------------------------------------------------- | ---------------------------- | ------ | ---------- | ----------- |
| Goud                | Gabriella Papadakis (3) Guillaume Cizeron (3)      | Vlag van Frankrijk           | 194.46 | 76.29 (1)  | 118.17 (1)  |
| Zilver              | Maia Shibutani (6) Alex Shibutani (6)              | Vlag van Verenigde Staten    | 188.43 | 74.70 (2)  | 113.73 (2)  |
| Brons               | Madison Chock (5) Evan Bates (6)                   | Vlag van Verenigde Staten    | 185.77 | 72.46 (3)  | 113.31 (3)  |
| 4                   | Anna Cappellini (10) Luca Lanotte (10)             | Vlag van Italië              | 182.72 | 70.65 (6)  | 112.07 (4)  |
| 5                   | Kaitlyn Weaver (8) Andrew Poje (8)                 | Vlag van Canada              | 182.01 | 71.83 (4)  | 110.18 (5)  |
| 6                   | Madison Hubbell (3) Zachary Donohue (3)            | Vlag van Verenigde Staten    | 176.81 | 68.44 (7)  | 108.37 (6)  |
| 7                   | Penny Coomes (5) Nicholas Buckland (5)             | Vlag van Verenigd Koninkrijk | 173.17 | 68.23 (8)  | 104.94 (7)  |
| 8                   | Piper Gilles (4) Paul Poirier (7)                  | Vlag van Canada              | 173.07 | 70.70 (5)  | 102.37 (8)  |
| 9                   | Viktoria Sinitsina (2) Nikita Katsalapov (5)       | Vlag van Rusland             | 168.97 | 67.68 (9)  | 101.29 (10) |
| 10                  | Charlène Guignard (5) Marco Fabbri (5)             | Vlag van Italië              | 167.91 | 65.96 (10) | 101.95 (9)  |
| 11                  | Aleksandra Stepanova (2) Ivan Boekin (2)           | Vlag van Rusland             | 163.30 | 63.84 (11) | 099.46 (11) |
| 12                  | Isabella Tobias (5) Ilia Tkatsjenko (3)            | Vlag van Israël              | 154.41 | 60.97 (13) | 093.44 (12) |
| 13                  | Laurence Fournier Beaudry (3) Nikolaj Sørensen (5) | Vlag van Denemarken          | 151.66 | 59.75 (15) | 091.91 (13) |
| 14                  | Federica Testa (5) Lukáš Csölley (5)               | Vlag van Slowakije           | 148.83 | 61.75 (12) | 087.08 (15) |
| 15                  | Kana Muramoto Chris Reed (9)                       | Vlag van Japan               | 147.90 | 59.00 (16) | 088.90 (14) |
| 16                  | Natalia Kaliszek (2) Maksym Spodyriev (2)          | Vlag van Polen               | 146.42 | 59.88 (14) | 086.54 (16) |
| 17                  | Kavita Lorenz Panagiotis Polizoakis                | Vlag van Duitsland           | 138.66 | 54.80 (18) | 083.86 (17) |
| 18                  | Cecilia Törn (2) Jussiville Partanen (2)           | Vlag van Finland             | 132.85 | 56.51 (17) | 076.34 (19) |
| 19                  | Oleksandra Nazarova (2) Maksym Nikitin (2)         | Vlag van Oekraïne            | 131.39 | 53.64 (20) | 077.75 (18) |
| 20                  | Barbora Silná (5) Juri Kurakin (5)                 | Vlag van Oostenrijk          | 130.88 | 54.63 (19) | 076.25 (20) |
| Finale niet bereikt |                                                    |                              |        |            |             |
| 21                  | Alisa Agafonova (5) Alper Uçar (10)                | Vlag van Turkije             |        | 53.56 (21) |             |
| 22                  | Wang Shiyue (2) Liu Xinyu (2)                      | Vlag van China               |        | 52.92 (22) |             |
| 23                  | Élisabeth Paradis François-Xavier Ouellette        | Vlag van Canada              |        | 51.94 (23) |             |
| 24                  | Cortney Mansour (2) Michal Češka                   | Vlag van Tsjechië            |        | 51.68 (24) |             |
| 25                  | Rebeka Kim (2) Kirill Minov (2)                    | Vlag van Zuid-Korea          |        | 49.79 (25) |             |
| 26                  | Celia Robledo Luis Fenero                          | Vlag van Spanje              |        | 49.58 (26) |             |
| 27                  | Tina Garabedian Simon Proulx-Sénécal               | Vlag van Armenië             |        | 47.11 (27) |             |
| 28                  | Viktoria Kavaliova (4) Yurii Bieliaiev (4)         | Vlag van Wit-Rusland         |        | 40.82 (28) |             |
| 29                  | Olga Jakušina (2) Andrej Nevski (2)                | Vlag van Letland             |        | 40.80 (29) |             |
| 30                  | Anastasia Khromova Daryn Zhunussov (2)             | Vlag van Kazachstan          |        | 40.69 (30) |             |

Medaillewinnaars

Mannen · 
Vrouwen ·
Paren · 
IJsdansen

 Toernooi

1896 · 
1897 · 
1898 · 
1899 · 
1900 · 
1901 · 
1902 · 
1903 · 
1904 · 
1905 · 
1906 · 
1907 · 
1908 · 
1909 · 
1910 · 
1911 · 
1912 · 
1913 · 
1914 · 
1915-1921 · 
1922 · 
1923 · 
1924 · 
1925 · 
1926 · 
1927 · 
1928 · 
1929 · 
1930 · 
1931 · 
1932 · 
1933 · 
1934 · 
1935 · 
1936 · 
1937 · 
1938 · 
1939 ·
1940-1946 · 
1947 · 
1948 · 
1949 · 
1950 · 
1951 · 
1952 · 
1953 · 
1954 · 
1955 · 
1956 · 
1957 · 
1958 · 
1959 · 
1960 · 
1961 · 
1962 · 
1963 · 
1964 · 
1965 · 
1966 · 
1967 · 
1968 · 
1969 · 
1970 · 
1971 · 
1972 · 
1973 · 
1974 · 
1975 · 
1976 · 
1977 · 
1978 · 
1979 · 
1980 · 
1981 · 
1982 · 
1983 · 
1984 · 
1985 · 
1986 · 
1987 · 
1988 · 
1989 · 
1990 · 
1991 · 
1992 · 
1993 · 
1994 · 
1995 ·
1996 · 
1997 · 
1998 · 
1999 · 
2000 · 
2001 · 
2002 · 
2003 · 
2004 · 
2005 · 
2006 ·
2007 ·
2008 ·
2009 ·
2010 ·
2011 ·
2012 ·
2013 ·
2014 ·
2015 ·
2016 ·
2017 ·
2018 ·
2019 · 
2020 · 
2021 ·
2022 ·
2023 ·
2024

 ISU-kampioenschappen

WK kunstschaatsen junioren ·
EK kunstschaatsen ·
Viercontinentenkampioenschap ·
Olympische Spelen